# مارکد تری (آرکانزاس)
مارکد تری (آرکانزاس) (به انگلیسی: Marked Tree, Arkansas) یک شهر در ایالات متحده آمریکا با جمعیت ۲٬۸۰۰ نفر است که در آرکانزاس واقع شده‌است.

## موقعیت جغرافیایی
موقعیت جغرافیایی شهرها و مناطق اطراف به شرح زیر است: